# (6767) Shirvindt
(6767) Shirvindt est un astéroïde de la ceinture principale.

## Description
(6767) Shirvindt est un astéroïde de la ceinture principale. Il fut découvert le 6 janvier 1983 à Naoutchnyï par Lioudmila Karatchkina. Il présente une orbite caractérisée par un demi-grand axe de 2,67 UA, une excentricité de 0,14 et une inclinaison de 9,4° par rapport à l'écliptique.

## Compléments